# Scorpaena onaria
Scorpaena onaria är en fiskart som beskrevs av Jordan och Snyder, 1900. Scorpaena onaria ingår i släktet Scorpaena och familjen Scorpaenidae. Inga underarter finns listade i Catalogue of Life.